# Diana Bianchedi
Diana Bianchedi (Milano, 4 novembre 1969) è una dirigente sportiva ed ex schermitrice italiana, specializzata nel fioretto.

## Biografia
Laureata in medicina e chirurgia nel 1995, nel 2001 si è specializzata in medicina dello sport, a pieni voti e con lode. Si è occupata a livello professionale di riabilitazione sportiva; ha al suo attivo diverse pubblicazioni scientifiche internazionali e incarichi di docenza universitaria.
È sposata con il fiorettista Gianmarco Amore, da cui ha avuto i figli Giulia (nata il 4 giugno 2003, a sua volta schermitrice) e Federico (nato il 7 agosto 2005).

### Carriera
Iniziò a fare scherma all'età di 6 anni e vinse il suo primo titolo italiano giovanile a 12 anni. Tra il 1987 e il 1989 prese parte a tre edizioni dei mondiali giovanili, vincendo due bronzi e un argento nel fioretto individuale. Nel 1989 vinse la Coppa del Mondo giovanile di fioretto e l'oro nel fioretto individuale e a squadre alle Universiadi del 1989; nella successiva edizione 1993 fu ancora oro a squadre e bronzo individuale.
Nelle varie partecipazioni ai mondiali assoluti ottenne cinque medaglie d'oro nel fioretto a squadre, segnatamente nelle edizioni 1991, 1995, 1997, 1998 e 2001; vinse altresì 1 argento e 2 bronzi. Alle edizioni 1995 e 1997 fu bronzo nell'individuale. Vinse la Coppa del Mondo assoluta di fioretto nel 1993.
I maggiori successi della sua carriera sono i due ori olimpici a squadre ottenuti a Barcellona 1992 (in squadra con Giovanna Trillini, Francesca Bortolozzi, Margherita Zalaffi e Dorina Vaccaroni, in quella che fu la prima medaglia d'oro per una squadra femminile Italiana) e a Sydney 2000 (con Giovanna Trillini e Valentina Vezzali); a livello individuale, ad Atlanta 1996 si piazzò al 9º posto nel fioretto (dovendo ritirarsi dalla kermesse per un grave infortunio che la costrinse a un intervento chirurgico e a diversi mesi di stop dalle gare), mentre a Sydney 2000 fu quinta assoluta.
Il palmarès è completato da due ori europei (1999 e 2001) e un bronzo (1998) nel fioretto a squadre; nel 1995 fu vicecampionessa nell'individuale. Nel 1989 fu campionessa italiana assoluta nel fioretto individuale.
Ritiratasi nel 2001, nel 2017 venne introdotta nella Hall of Fame della Federazione internazionale della scherma.

### Dopo il ritiro
Conclusa la carriera agonistica, ha intrapreso la carriera di dirigente sportivo: il 18 aprile 2001 fu eletta (prima donna ed esponente più giovane di sempre) vicepresidente nell'esecutivo del CONI; negli anni si è occupata attivamente del contrasto al doping per il Comitato Olimpico, per il Ministero della Salute, nonché ricoprendo incarichi in FIGC e UEFA. Nel CONI è stata altresì presidente della commissione atleti, membro del consiglio nazionale, presidente della commissione benemerenze, membro di delegazione ai Giochi olimpici.
Per il CONI ha coordinato le candidature di Milano ad ospitare la sessione 2019 del Comitato Olimpico Internazionale (vittoriosa), di Roma come città ospitante delle Olimpiadi 2024 (ritirata per decisione governativa) e quella di Milano e Cortina d'Ampezzo per i XXV Giochi olimpici invernali (vittoriosa); da aprile 2020 fa parte del relativo comitato organizzatore, col ruolo di Chief Strategy Planning & Legacy Officer.
Nel 2012 è stata commentatrice tecnica di Sky Italia per le gare di scherma alle Olimpiadi di Londra.
Nel 2025 è eletta vicepresidente del CONI.

## Palmarès
In carriera ha conseguito i seguenti risultati:
 Giochi olimpici 
Individuale
- 5ª classificata nel fioretto a Sydney 2000
- 9ª classificata nel fioretto ad Atlanta 1996[4].

A squadre
- Oro nel fioretto a Barcellona 1992
- Oro nel fioretto a Sydney 2000

 Mondiali 
Individuale
- Bronzo nel fioretto a L'Aia 1995
- Bronzo nel fioretto a Città del Capo 1997

A squadre
- Oro nel fioretto a Budapest 1991
- Oro nel fioretto a L'Aia 1995
- Oro nel fioretto a Città del Capo 1997
- Oro nel fioretto a La Chaux de Fonds 1998
- Oro nel fioretto a Nîmes 2001
- Argento nel fioretto ad Atene 1994
- Bronzo nel fioretto a Denver 1989
- Bronzo nel fioretto a Essen 1993

Europei
Individuale
- Argento nel fioretto a Keszthely 1995

A squadre
- Oro nel fioretto a Bolzano 1999
- Oro nel fioretto a Coblenza 2001
- Bronzo nel fioretto a Plovdiv 1998

 Universiadi 
Individuale
- Oro nel fioretto a Duisburg 1989
- Bronzo nel fioretto a Buffalo 1993

A squadre
- Oro nel fioretto a Duisburg 1989
- Oro nel fioretto a Buffalo 1993

 Campionati italiani 
Individuale
- Oro nel fioretto a Foggia 1989

A squadre
 Altri risultati 
Mondiali giovani
Individuale
- Argento nel fioretto a Atene 1989
- Bronzo nel fioretto a San Paolo 1987
- Bronzo nel fioretto a South Bend 1988

A squadre